# Marcel Grossmann
Marcel Grossmann (9. dubna 1878, Budapešť – 7. září 1936, Curych) byl maďarsko-švýcarský matematik. Jeho rodina byla švýcarská, otec byl významný obchodník, ale Marcel se narodil v Budapešti, kde postavil jeho otec významnou strojní továrnu. Kvůli obchodním zájmům otce Marcel v Budapešti žil až do svých patnácti let. Chodil zde na prestižní Gymnázium Dániela Berzsenyiho. Po návratu rodiny do Švýcarska začal studovat na Eidgenössische Technische Hochschule (ETH) v Curychu, kde ho Wilhelm Fiedler a Carl Friedrich Geiser nasměrovali zejména k neeuklidovské geometrii. Byl zde též spolužákem a blízkým přítelem Alberta Einsteina, přispěl později k jeho pochopení tenzorového počtu, což byl nezbytný matematický předpoklad pro tvorbu teorie relativity. Byl to také Grossmannův otec, který na přímluvu syna pomohl Einsteinovi po studiích sehnat práci na Švýcarském patentovém úřadě, když marně hledal nějaké uplatnění. Doktorát Grossmann ovšem získal na Curyšské univerzitě, protože ETH v té době neměla oprávnění přijímat matematické dizertace. Působil pak na univerzitě v Basileji a v roce 1907 byl na ETH jmenován profesorem deskriptivní geometrie. Tento post držel do roku 1927, kdy musel odejít ze zdravotních důvodů. V letech 1916-1917 byl prezidentem Švýcarské matematické společnosti, kterou roku 1910 spoluzakládal. Věnoval se i politické publicistice, na stránkách Neue Schweizer Zeitung bojoval především za pevnější sepětí frankofonní a německy mluvící části Švýcarska.